# Víctor Manuel Fernández
Víctor Manuel Fernández (Alcira Gigena, 18 de Julho de 1962) é um cardeal e teólogo argentino da Igreja Católica. É o atual prefeito do Dicastério para a Doutrina da Fé, foi também reitor da Pontifícia Universidade Católica da Argentina e arcebispo de La Plata.

## Biografia inicial
Fernández nasceu em Alcira Gigena, na Província de Córdova. Estudou Teologia e Filosofia no principal seminário de Córdova. Foi ordenado diácono da Igreja Católica em 21 de dezembro de 1985, e padre em 15 de agosto de 1986, em Río Cuarto, onde passou a maior parte da sua vida eclesiástica. Estudou depois na Pontifícia Universidade Gregoriana de Roma, onde se licenciou em Teologia, com especialização bíblica, em 1988. Obteve o doutoramento em Teologia pela Pontifícia Universidade Católica da Argentina, em 1990, com uma tese sobre o relacionamento entre conhecimento e vida em São Boaventura.

## Carreira académica
Foi professor em diversas instituições de ensino. Ensinou na Faculdade de Teologia da Pontifícia Universidade Católica da Argentina. Foi director da sua revista de Teologia, de 2003 a 2008. Foi também presidente da Sociedade Argentina de Teologia, de setembro de 2007 a dezembro de 2009.
Foi proposto pelo então Cardeal Jorge Bergoglio para reitor da Pontifícia Universidade Católica da Argentina, tomando posse em 15 de dezembro de 2009. Só lhe foi possível fazer o juramento de confirmação em 20 de maio de 2011, quando a sua nomeação foi finalmente confirmada pela Congregação para a Educação Católica, depois de serem respondidas e esclarecidas objecções apresentadas à Congregação para a Doutrina da Fé por sectores católicos conservadores da Argentina.

## Arcebispo titular deTiburnia
O Papa Francisco nomeou Fernández arcebispo titular de Tiburnia em 13 de maio de 2013. A sua consagração episcopal decorreu em 15 de junho de 2013, na Catedral Metropolitana de Buenos Aires, sendo o sagrante principal o arcebispo de Buenos Aires, Mario Aurelio Poli, coadjuvado por José María Arancedo, arcebispo de Santa Fe de la Vera Cruz, por Andrés Stanovnik, O.F.M. Cap., arcebispo de Corrientes, por Eduardo Eliseo Martín, bispo de Villa de la Concepción del Río Cuarto e por Carlos José Tissera, bispo de Quilmes.
O Santo Padre convidou-o para participar como vice-presidente da comissão para a mensagem no Sínodo Extraordinário dos Bispos sobre a Família, em outubro de 2014. Um homem de confiança do Papa Francisco, Fernández contribuiu para a exortação apostólica Evangelii Gaudium e para a encíclica Laudato Si'. Foi membro da delegação que participou na 14ª Assembleia Geral do Sínodo dos Bispos, em outubro de 2015.

## Arcebispo de La Plata
Em 2 de junho de 2018, o Papa Francisco o nomeou Arcebispo de La Plata. Tomou posse canónica a 16 do mesmo mês, durante uma cerimônia na Catedral de La Plata.
Em 29 de junho de 2018, em cerimónia na Basílica de São Pedro, recebeu o pálio arcebispal das mãos do Papa Francisco. Em 14 de julho do mesmo ano, em cerimônia na Catedral de La Plata, recebeu a imposição do pálio arquiepiscopal pelas mãos do núncio apostólico, Léon Kalenga Badikebele.
Em 27 de abril de 2019, foi confirmado como membro do Pontifício Conselho para a Cultura ad aliud quinquennium.
Em 18 de fevereiro de 2023, foi nomeado membro do Dicastério para a Cultura e a Educação.

## Prefeito do Dicastério para a Doutrina da Fé
Em 1 de julho de 2023, o Papa Francisco o nomeou como Prefeito do Dicastério para a Doutrina da Fé, com a posse para setembro do mesmo ano. Com este encargo, ele também é presidente da Pontifícia Comissão Bíblica e da Comissão Teológica Internacional.
Em 9 de julho de 2023, o Papa Francisco anunciou durante o Angelus que o criaria cardeal no Consistório de 30 de setembro de 2023. Recebeu o barrete vermelho e a diaconia de Santos Urbano e Lourenço na Prima Porta.
Em 4 de outubro de 2023, foi nomeado membro do Dicastério para a Evangelização, em ambas as seções, Dicastério para as Igrejas Orientais, Dicastério para os Bispos, Dicastério para os Leigos, a Família e a Vida e Dicastério para a Cultura e a Educação. Em 20 de outubro, foi nomeado membro do Dicastério para os Textos Legislativos.

## Publicações
Fernández é autor de uma vasta quantidade de livros e de artigos sobre teologia, exegese bíblica e outros temas, que têm sido traduzidos para várias línguas.
Esta é uma selecção das suas principais obras:

### Teologia
- Salir de sí. Plenitud de conocimiento y de vida, 1991.
- Dios y el hombre en los límites, 1993.
- Actividad, espiritualidad y descanso, 2001.
- Vivir en paz, 2003.
- Catequesis con Espíritu, 2003.
- La gracia y la vida entera, 2003.
- Claves para vivir en plenitud, 2003.
- Teología espiritual encarnada. Profundidad espiritual en acción, 2004
- La oración pastoral, 2006
- Gracia. Nociones básicas para pensar la vida nueva, 2010.
- Contemplativi nell´azione attivi nella contemplazione, 2014.

### Teologia e exegese bíblica
- San Juan y su mundo. Comentario al cuarto Evangelio, 1992.
- El Apocalipsis y el tercer milenio, 1998.
- El Evangelio de Juan. Un comentario pastoral, 1999.
- El Evangelio de cada día. Comentario, 2000.
- El Evangelio de cada día. Santoral, 2003.
- Para mejorar tu relación con María, 2004.
- Cómo interpretar y comunicar la Palabra de Dios. Métodos y recursos prácticos, 2008.
- Pablo apasionado. De Tarso hasta su plenitud, 2008.
- El Evangelio del Domingo 1. Comentario para meditar, 2012.
- El Evangelio del Domingo 2. Comentario para meditar, 2012.
- El Evangelio del Domingo 3. Comentario para meditar, 2013.